# 武田悟
武田 悟（たけだ さとる、1946年7月18日 - ）は、大阪府出身の元騎手・調教助手。

## 経歴

### 1960年代
1966年3月5日に京都・夏村辰男厩舎からデビューし、中京第2競走5歳以上60万下・ミヤジチエスタ（6頭中6着）で初騎乗を果たす。同27日の阪神第4競走障害5歳以上未勝利・ウルワシジヤツクで初勝利を挙げ、同日は第7競走4歳以上30万下・ウルワシタイケツで平地初勝利を挙げるなど1日2勝をマーク。6月11日の京都第9競走からたち賞では8頭中8番人気のヨシアトムで初の特別勝ちを決めるなど、1年目の同年から13勝（平地8勝, 障害5勝）と2桁をマーク 。
1966年から1979年まで14年連続2桁を記録し、3年目の1968年には京都大障害（春）・タイシユウで重賞初制覇。タイシユウには平地時代以来の騎乗であったが、前年秋の中山大障害馬ヤマニンダイヤ相手にレコード勝ちした。その後は優駿牝馬をヒロダイコクでルピナスの4着に健闘すると、同馬で北九州記念を制して平地重賞初勝利を挙げる。京都杯ではタニノハローモア・アサカオー・ダテホーライら三強に次ぐ4着と健闘し、その後は京阪杯→京都牝馬特別を連勝。
1969年には京都杯で12頭中12番人気の九州産馬・キングスピードに騎乗し、不良馬場を味方に付けた大逃げでアカネテンリュウに9馬身差を付け、ミノル・ダイシンボルガード・リキエイカンも寄せ付けず圧勝。

### 1970年代
1972年からは平地での騎乗に専念し、1973年まで20勝台の勝ち星を挙げ続ける。1974年は17勝であったが、ホウシュウミサイルで重賞2勝と活躍。年明けはシンザン記念を3着とし、きさらぎ賞ではキタノカチドキの2着になるが、春のクラシックでは郷原洋行に交代。ダービー後は中京のオープンからコンビが復活し、初の古馬相手でタケデンバードを相手にせずレコード勝ち。続く金鯱賞も制して5年ぶりの重賞勝利をマークすると、小倉記念をレコード勝ちする。
1974年はアヤフブキで17頭中11番人気であったデイリー杯3歳ステークスをロングホークをアタマ差凌ぐ2着とし、1975年の神戸新聞杯では9頭中7番人気ながら3着に導いた。
1975年にはテスコガビー不在のビクトリアカップをヒダロマンで外枠から見事な追い込みを見せ、先行して粘るエースコスモを抜いて勝利し、自身唯一のGI級レース制覇を飾る。暮れの阪神大賞典ではロングホークの3着、1976年の京都大賞典では14頭中12番人気ながらテンポイントにアタマ差先着の2着と見せ場を作った。特に京都大賞典はシルバーランド・エリモジョージに先着したほか、10番人気のパッシングベンチャの2着に突っ込んで、枠連8-7は13,670円の大波乱となった。
1975年7月20日の小倉第4競走3歳新馬ではブリンキーバートスに騎乗し、勢いよく飛び出して馬なりのまま4コーナーに入り、直線を抜け出すと、後を振り替えるほどの余裕を見せて6馬身差で快勝する。勝ち時計58秒1の日本レコードを叩き出したが、1ヶ月後の調教中に骨折をし予後不良と診断された。
自己最多の32勝を挙げた1976年にはミヤジマレンゴで北九州記念・小倉記念を制し、京都新聞杯では皐月賞馬トウショウボーイ、ダービー馬クライムカイザーに次ぐ3着と健闘。オープンフアバーではデイリー杯3歳Sを2着とし、暮れの阪神3歳ステークスではリュウキコウにクビ差の2着、1977年にはアイノクレスピン・リニアクインが牝馬ワンツーを決めた神戸新聞杯で牡馬最先着の3着に入る。
1978年はトップハンデ59kgを背負ったミヤジマレンゴで小倉大賞典を制し小倉三冠を達成するが、自身最後の重賞制覇となった。同年にはタマペンダスで神戸新聞杯はバンブトンコートにアタマ差迫る2着、京都新聞杯では16頭中11番人気ながらメジロイーグル・サクラショウリに次ぐと同時にインターグシケン・バンブトンコート・キャプテンナムラに先着の3着に入った。

### 1980年代
名門・夏村厩舎の所属騎手として、いぶし銀の活躍を見せていたが、1980年は5勝と自身初の1桁に終わり、1981年11勝→1982年20勝と盛り返す。
1981年の4歳牝馬特別（西）では12頭中10番人気のアールグレーに騎乗し、道中ではブロケードを抑えてハナに立ったほか、直線入り口でも先頭に立つ見せ場を作って4着に粘った。
1982年には京都4歳特別で13頭中12番人気のミヤジマルコーを3着に導くと、阪神3歳ステークスではエリモタイヨーでニホンピロウイナーにハナ差迫ると同時にシャダイソフィア・メジロモンスニーに先着する3着に入った。
1983年は4歳牝馬特別（西）で16頭中15番人気のブルービクトリーに騎乗してダスゲニー・ダイナカール・シャダイソフィアに次ぐ4着、第1回ニュージーランドT4歳ステークスではエリモタイヨーで4着に入った。
1984年と1986年には13勝、1987年には2年連続で自身最後の2桁となる15勝を挙げる。
1988年2月27日の阪神第8競走4歳以上400万下・ノースマギーで最後の勝利を挙げ、第11競走仁川ステークス・ジンフーセン（11頭中11着）を最後に現役を引退。

### 引退後
引退後は岩元市三厩舎で攻め専の調教助手となり、テイエムオペラオーを手掛けた。

## 騎手成績
| 通算成績 | 1着 | 2着 | 3着 | 4着以下 | 騎乗回数 | 勝率 | 連対率 |
| -------- | --- | --- | --- | ------- | -------- | ---- | ------ |
| 平地     | 403 | 369 | 338 | 2399    | 3509     | .115 | .220   |
| 障害     | 22  | 22  | 26  | 90      | 160      | .138 | .275   |
| 計       | 425 | 391 | 364 | 2489    | 3669     | .116 | .222   |

### 主な騎乗馬
太字はGI級レース。
- タイシユウ（1966年京都大障害 (春)）
- ヒロダイコク（1966年北九州記念・京阪杯・京都牝馬特別）
- キングスピード（1969年京都杯）
- ホウシュウミサイル（1974年金鯱賞・小倉記念）
- ヒダロマン（1975年ビクトリアカップ）
- ミヤジマレンゴ（1976年北九州記念・小倉記念、1978年小倉大賞典）
- ポットグリン（1976年タマツバキ記念 (秋)）

その他
- ハードバージ